# 糸崎ランプ
糸崎ランプ（いとさきランプ）は、広島県三原市糸崎8丁目にある国道2号（木原道路、三原バイパス）のランプである。三原バイパスのみのハーフインターチェンジである。

## 道路
- 国道2号（木原道路、三原バイパス）

## 接続道路
- 国道2号（岡山・福山方面）
- 国道185号（三原市街・広島方面）（国道2号旧道）

## 歴史
- 2012年3月31日 : 三原バイパス 糸崎ランプ - 時広ランプ間開通に伴い供用開始
- 2021年3月14日 : 木原道路 福地IC - 糸崎ランプ間開通[1][2]。

## 周辺
- ローソン 三原糸崎店
- ENEOS 糸崎SS
- ホテルSanyo
- イワタニ 山陽三原支店

## 隣
木原道路・三原バイパス
(福地インターチェンジ) - 糸崎ランプ - 是国ランプ